# 포 대 울만 사건
포 대 울만 사건(Poe v. Ullman 367 U.S. 497 (1961))은 미국 연방대법원 판례이다. 법원은 피임도구를 사용하는 것을 금지하고 의사들이 피임을 권하는 것을 금지하는 코네티컷주법에 대해 위헌주장할 당사자적격을 결여하였다고 보았다. 그 이유로 본 주법 준수가 강제된 적이 없고 따라 법률에 대한 소송은 성숙성을 결여하였으며 당사자는 실체적 손해를 입증할 수 없기 때문이다.